# Antichan-de-Frontignes
Antichan-de-Frontignes este o comună în departamentul Haute-Garonne din sudul Franței. În 2009 avea o populație de 83 de locuitori.

## Evoluția populației
| An        | 1975 | 1982 | 1990 | 1999 | 2006 | 2009 |
| --------- | ---- | ---- | ---- | ---- | ---- | ---- |
| Populație | 71   | 75   | 73   | 84   | 82   | 83   |